# Казаны (Псковская область)
Казаны — деревня в Островском районе Псковской области. Входит в состав Воронцовской волости.
Расположена на правом берегу реки Великая, в 39 км к юго-востоку от города Остров и в 12 км к югу от волостного центра, села Воронцово.
Численность населения деревни по состоянию на 2000 год составляет 4 жителей.